# Shangyi
Shangyi (chinesisch 尚义县, Pinyin Shàngyì Xiàn) ist ein chinesischer Kreis der bezirksfreien Stadt Zhangjiakou in der Provinz Hebei. Er hat eine Fläche von 2.621 Quadratkilometern und zählt 151.639 Einwohner (Stand: Zensus 2010). Sein Hauptort ist die Großgemeinde Nanhaoqian 南壕堑镇.
Die Stätte der Tuchengzi-Stadt (Tuchengzi chengyi 土城子城址) aus der Zeit der Südlichen und Nördlichen Dynastien steht seit 2006 auf der Liste der Denkmäler der Volksrepublik China (6-13).